# هنرييت غولشميدت
هنرييت غولشميدت (بالألمانية: Henriette Goldschmidt)‏ هي كاتِبة ألمانية، ولدت في 23 نوفمبر 1825 في Krotoszyn ‏ في بولندا، وتوفيت في 30 يناير 1920 في لايبزيغ في ألمانيا.
كانت هنرييت غولدشميدت (1825- 1920) ناشطة نسوية يهودية ألمانية، وأخصائية تربوية وعالمة اجتماعية، وهي واحدة من مؤسسي جمعية المرأة الألمانية. عملت على تحسين حقوق المرأة في الحصول على التعليم والتوظيف، ومواصلة لهذا الجهد أنشأت جمعية تثقيف الأسرة ورفاه الشعب وأول مدرسة تُقدم التعليم العالي للنساء في ألمانيا.

## نشأتها
ولدت هنرييت بيناس في 23 نوفمبر من عام 1825 في كروتوشين من مقاطعة بوزنانيا في مملكة بروسيا، وكانت ابنة لإيفا (اسمها عند الولادة لاسكي) والتاجر اليهودي ليفين بيناس. توفيت والدتها عندما بلغت خمس سنوات من العمر، فتزوج والدها من امرأة أمية لم تمتلك صفات الأم المربية. أنهت بيناس دراستها في مدرسة البنات العليا في سن الرابعة عشر، واقتصر تعليمها على المواضيع التي تجعل من النساء ربات منازل فعالات. استكملت هذا التعليم الهزيل بقراءتها الكلاسيكيات الألمانية وصحيفة فروتسواف التي كانت السبب وراء اهتمامها المبكر بالسياسة. تزوجت بيناس من ابن عمها أبراهام غولدشميدت في عام 1853، الذي كان أرملًا ولديه ثلاثة أبناء، وهو حاخام الجالية الألمانية اليهودية في وارسو. عُين أبراهام بعد خمس سنوات من زواجهما خليفة لأدولف جيلينيك وأصبح حاخامًا في لايبزيغ، ما اضطر العائلة للانتقال.

## نشاطها

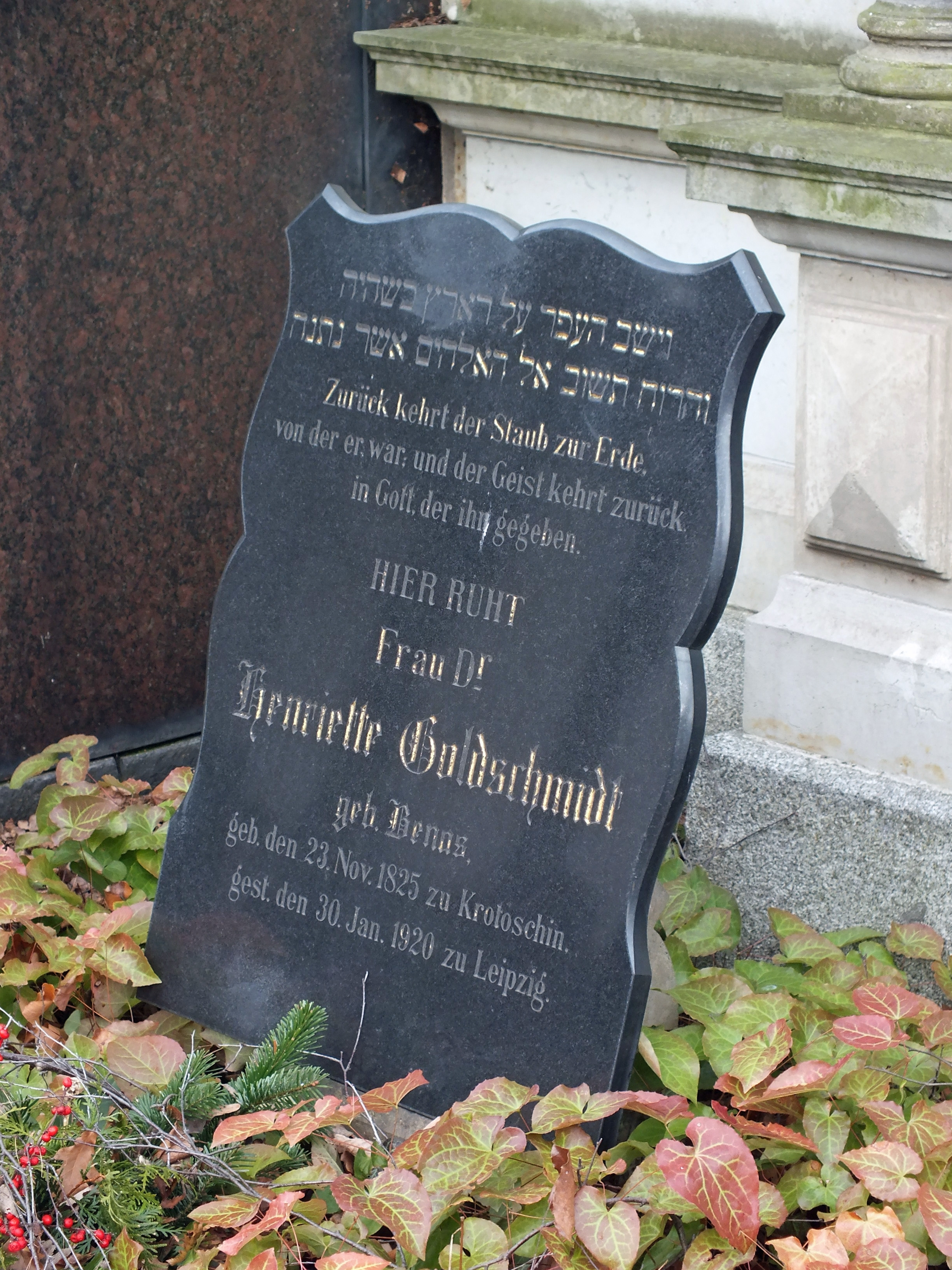
المقبرة الإسرائيلية القديمة في لايبزيغ.

كان انتقال غولدشميت إلى مدينة لايبزيغ بمثابة يقظة لها نحو الحرية والروح الإنسانية، وسرعان ما انخرطت بالمجتمع اليهودي الألماني واطلعت على أفكار فريديريك فروبل، الذي أسس نظام التعليم في رياض الأطفال في مرحلة الطفولة المبكرة. تابعت اهتماماتها التعليمية بتشجيع من زوجها، فدرست غولدشميت التاريخ والأدب والتربية والفلسفة بمفردها.
نظمت غولدشميت بالتعاون مع كل من لويز أوتو بيترس وأوغست شميت مؤتمرًا للمرأة، وأسسوا جمعية المرأة الألمانية بهدف تحسين حياة النساء. ترددت غولدشميت في بداية الأمر حول أن تصبح عضوًا في مجلس إدارة المجموعة، لأن القوانين في ذلك الوقت منعت النساء من التصويت في منظمات المتطوعين، لكنها أصبحت عضوًا نشطًا بتشجيع من زوجها واستمرت في عملها كعضو خلال الفترة بين عامي 1867 و1906، وقدمت العديد من المحاضرات للمنظمة.
جمعت غولدشميت عددًا من العرائض في عام 1867، لتقديمها إلى الرايخستاغ بهدف دعم حقوق المرأة في الحصول على التعليم والتوظيف، وكانت من بين الموقعين على العريضة التي تطالب بحماية الأطفال غير الشرعيين، واقترحت أيضًا أن تشارك النساء ضمن مجتمعاتهن لأنهن سيضفن بذلك إحساسًا بالتعامل مع القضايا المثيرة للخلاف الثقافي. اقترحت في العام التالي مبادرة إلزامية للخدمة الاجتماعية، تُجبر من خلالها المرأة على العمل لمدة سنة في المجال الاجتماعي. أسست غولدشميت في عام 1871، جمعية تعليم الأسرة ورفاهية الشعب، التي تهدف إلى تدريب معلمي رياض الأطفال على أسلوب فروبل، وشغلت منصب رئيس المنظمة لأكثر من أربعة عقود. بدأت المنظمة في العام التالي برعاية حلقات دراسية تعليمية للعديد من الأتباع الذين أخذ عددهم بالتزايد، وافتتحت روضة أطفال عامة. أسست غولدشميت بحلول عام 1878 المدرسة الثانوية للسيدات، حيث ألقى أساتذة من جامعة لايبزيغ محاضرات للطالبات، لأن النساء مُنعن في ذلك الوقت من الالتحاق بالكلية، وكان هنالك عدد قليل جدًا من المدارس الثانوية التي قدمت تعليمًا متدنيًا. حضرت مئات النساء هذه المحاضرات، وقُدمت لهن الفرصة ليس للتعليم فحسب، بل للعمل بصفتهن مدرسات.
أقدمت الجالية اليهودية في عام 1889 على رعاية حملة للتبرع واشترت منزلًا ليكون مقرًا لعمليات المنظمة. يقع هذا المنزل في ويستشتراسه 16 (الذي سمي في ما بعد فريديريك- إيبرت- شتراسه)، ولم يصبح منزلًا لغولدشميت فحسب، بل مركزًا لتعليم المرأة ورعاية الدورات الدراسية والمحاضرات التعليمية، فضلًا عن استضافة العديد من المناسبات الثقافية والاجتماعية، وسُمح لأعضاء الجمعية بالإقامة في المنزل، إذ كان من المعروف أن كلًا من الكاتبة جوزفين سيبي والمعلمة آنا زابل تعيشان فيه.
نظمت غولدشميت وأوغست شميت في عام 1898، نيابة عن جمعية المرأة الألمانية، عريضة تطالب بجعل طريقة فروبل في التعليم نظامًا تعليميًا رسميًا في البلديات والولايات. طالبت العريضة أن تخضع رياض الأطفال لتوحيد المعايير من قبل الدولة وتحت إشرافها، وأن يكون الحضور إلزاميًا لجميع الأطفال، ولكن ذلك قوبل بموجات من المعارضة من قبل أولئك الذين يرون أن التعليم القسري يحل محل الحقوق العائلية في تنشئة الأطفال، واتهموا النساء بمحاولة تدمير الأسرة، ورأت إحدى وجهات النظر المعارضة أيضًا أن هذا الإجراء سيجبر الأطفال من مختلف الطبقات الاجتماعية على الاختلاط. على الرغم من أن غولدشميت دافعت عن هذه الخطة، ونشرت ردًا على منتقديها في عام 1901 تسألهم فيه: «هل تعتبر رياض الأطفال مؤسسة تعليمية أم قسرية»، لكنها هُزمت في نهاية الأمر.
لم تستسلم غولدشميت، بل تابعت الكتابة وإلقاء الخطب عن الحاجة إلى رياض الأطفال وتعليم المرأة، وفي عام 1906، قُبلت المرأة أخيرًا في الدراسة الجامعية في ألمانيا، ولكن المناهج لم تعمل على إعداد النساء لتلبية التزاماتهن الاجتماعية، واعتقدت غولدشميت أن الدعوة الطبيعية للمرأة هي تحويل المجتمع من خلال المشاركة الثقافية، وسعت جاهدة لسد الفجوة وعدم التنافس مع الدراسات الجامعية، وحققت أعلى نقطة في حياتها المهنية في عام 1911، بإنشاء أول مؤسسة في ألمانيا تقدم التعليم العالي للنساء على وجه التحديد. صممت كلية لايبزيغ صفوفها للنساء، باعتبارها وسيلة تضفي الطابع الرسمي على رؤية غولدشميت عن المرأة، وتهدف إلى تعليم النساء المشاركة في الحياة الفكرية لثقافتهن، وإعدادهن ليصبحن أمهات ومعلمات ناجحات، ولتطوير إحساسهن تجاه حاجات مجتمعهن ومهاراتهن اللازمة لأداء الأعمال الخيرية لمساعدة مجتمعاتهن. استعانت مرة أخرى بأساتذة من جامعة لايبزيغ، لاستكمال الدورات الدراسية، ولكنها درست الفصول الدراسية بين عامي 1911 و1913 بمساعدة أغنيس غوش. تقاعدت غولدشميت في الفصل الدراسي بين عامي 1916 و1917، وحولت عمليات المدرسة إلى وزارة الشؤون الدينية والتعليم العام في سكسونيا. توفيت غولدشميت في 30 يناير من عام 1920 في مدينة لايبزيغ في جمهورية فايمار، ودُفنت في المقبرة اليهودية القديمة في لايبزيغ.

## الإرث
تغير اسم نادي الجمعية من «تعليم الأسرة ورفاهية الشعب» إلى اسم «بيت هنرييت غولدشميت» تكريمًا لها، ولكن الجمعية حُلت في نفس العام ودُمجت مع مؤسسة هنري هينريكسن الذي كان مسؤولًا عن المدرسة. قضت المدرسة خلال الحقبة النازية على أي صلة بمؤسستها اليهودية غولدشميت، وبعدها المدير هينريكسن، ومُنعت الفتيات اليهوديات من الالتحاق بها. تغير اسم المدرسة مع إنشاء ألمانيا الشرقية إلى اسم هنرييت غولدشميت، وأصبحت حينها مدرسة للتدريب التربوي لمعلمي رياض الأطفال. في عام 1992، أصبحت المدرسة التي تسمى اليوم «مدرسة هنرييت غولدشميت المهنية» مؤسسة للتدريب التقني على العمل الاجتماعي والتربية الخاصة. أقدمت المدينة على هدم منزل هنرييت غولدشميت في عام 1999، على الرغم من احتجاجات الكثيرين، وذلك بزعم توسيع الطريق الذي لم يحدث قط، بينما نجت المدرسة من الهدم.
يوجد في لايبزيغ نوعان من اللوحات العامة التي تكرم غولدشميت، خُصصت واحدة منهما للذكرى السنوية الخامسة والسبعين في عام 1986، عند مدخل مدرسة هنرييت غولدشميت وتنص على ما يلي: «هنا في عام 1911، افتتحت أكاديمية المرأة وبدأت بدعم من ناشطة حقوق المرأة ومعلمة أسلوب فروبل، هنرييت غولدشميت (1825- 1920)، وتحققت بالمساعدة المالية من الدكتور هنري هينريكسن (1868- 1942)». ثُبتت اللوحة الثانية عند المنزل الذي يقع في شبيتشتراسه 7 في عام 1996، للاحتفال بالموقع الأول لمركز الرعاية النهارية للأطفال. صُنع تمثال نصفي لغولدشميت في عام 2001، لإحياء الذكرى التسعين للمدرسة. توجد النسخة الأصلية منه في متحف لايبزيغ للفنون الجميلة، بينما توجد نسخة طبق الأصل عنه في مدرسة هنرييت غولدشميت مع اللوحة المنقوشة التي كان قد وضعها هنريكسن على الحائط، وأزالها النازيون، وتحتوي على عبارة «إلى السعي النبيل للمرأة الألمانية».